# Pseudomelanopa
Pseudomelanopa is een geslacht van hooiwagens uit de familie Sclerosomatidae.
De wetenschappelijke naam Pseudomelanopa is voor het eerst geldig gepubliceerd door Suzuki in 1974. 

## Soorten
Pseudomelanopa is monotypisch en omvat slechts de volgende soort:
- Pseudomelanopa taiwana